# 淡路プラッツ
特定非営利活動法人淡路プラッツ（あわじぷらっつ）は、不登校者やニートなどを支援するNPO法人である。生活支援、自立支援を目的とした通所施設（フリースペース）を運営する。
大阪市東淀川区に所在する。団体名称の「淡路プラッツ」は所在地の地名の「淡路」と、ドイツ語で「場所」を意味する「プラッツ」を合わせたものである。

## 沿革
淡路プラッツの原形は、1991年に不登校問題を抱える親が集まって発足させた親の会である。当時、同じ悩みを持つ親が集まる場所が大阪にはなかったことから、まず親の集まりが作られた。続いて1992年4月に、子供のためのフリースペースが設けられ、スタッフとしてフリースペース「京口スコラ」で塾長をしていた蓮井学がスカウトされた。通常、フリースペースは意欲的な支援活動家の主導で作られるところ、支援対象である親の側の主導で作られたのは異例の経緯であった。
初代塾長の蓮井の方針は、まず引きこもる者にプラッツという居場所を与え、当人が自ら社会へ出て行くのを待つ、という待ちの姿勢の徹底であった。こうした対処は、不登校になった子供を強制的に登校させる指導が、かえって子供の精神状態を悪化させたことへの反省から出てきた流れである。しかし開所5年目の時点で、開所時からずっと居続けている通所者がおり、プラッツが第二の引きこもりの場となっている、という問題が顕在化した。蓮井は「待つ」から「押し出す」へと方針を変え、通所期限を設ける、旅行を増やす、就業体験の機会を設ける、といった施策を講じた。この方針転換に対する通所者の反応は、実際に社会に出て行く者、他の支援集団に移る者、共同生活へ移行する者、とさまざまであった。
2000年代中頃からは、大阪府・大阪市からひきこもりや不登校支援に関する事業を多数受託している。2011年には、大阪府の「ひきこもり青少年支援事業」の補助金を受け、茨木市で「茨木プラッツ」の運営を開始した。
2012年には、開所20周年を迎え、記念のシンポジウムを開いた。
- 1992年 活動開始[1]
- 2002年 NPO法人となる

## 所在地
- 〒533-0032 大阪府大阪市東淀川区淡路4丁目33-4　2階

阪急電鉄 淡路駅下車 東へ徒歩約5分